# Praia da Paquetá
Praia da Paquetá é uma praia do município de Canoas, no estado do Rio Grande do Sul, no Brasil. Recuperada da poluição das águas do rio dos Sinos, é um local, no entanto, ainda impróprio para o banho.
Em 1890, a praia era um ponto de veraneio, mas começou a ficar poluída em 1950, com o aumento da população e a poluição do rio dos Sinos. A prefeitura e o governo do Rio Grande do Sul fazem peridiodicamente a limpeza do local. É uns dos poucos lugares que preservam a vegetação original do município.

## Etimologia
"Paquetá" é uma palavra com origem na língua tupi. Significa "muitas pacas", pela junção dos termos paka (paca) e etá (muitos).